# Саядов, Рамиль Сади оглы
Рамиль Сади оглы Саядов (азерб. Ramil Sedi oğlu Sayadov; 11 июля 1983, Баку, Азербайджанская ССР, СССР) — азербайджанский футболист. Амплуа — полузащитник. Защищал цвета юношеской сборной Азербайджана.

## Клубная карьера
Больше 10 лет своей игровой футбольной карьеры провел в составе бакинского «Интера», которая до 2004 года именовалась «Хазар Университети». С 2006 по 2012 защищал цвета команды азербайджанской премьер-лиги — «Симург» (Закаталы).

### Еврокубки
Дебют в еврокубках состоялся 20 июня 2004 года в первом квалификационном раунде Кубка Интертото в составе бакинского «Хазар Университети» против австрийского «Брегенца».

## Юношеская сборная Азербайджана
Дебютный матч в составе сборной Азербайджана до 21 года состоялся 24 сентября 2001 года в матче предварительного раунда чемпионата Европы среди юношеских команд до 21 года, между сборными Азербайджана и Финляндии.

## Достижения
- 2009 год — бронзовый призёр Премьер-лиги Азербайджана в составе клуба «Симург» (Закаталы).